# Mesobria guttata
Mesobria guttata är en spindelart som beskrevs av Simon 1897. Mesobria guttata ingår i släktet Mesobria och familjen månspindlar. Inga underarter finns listade i Catalogue of Life.